# 宗教系旧制専門学校

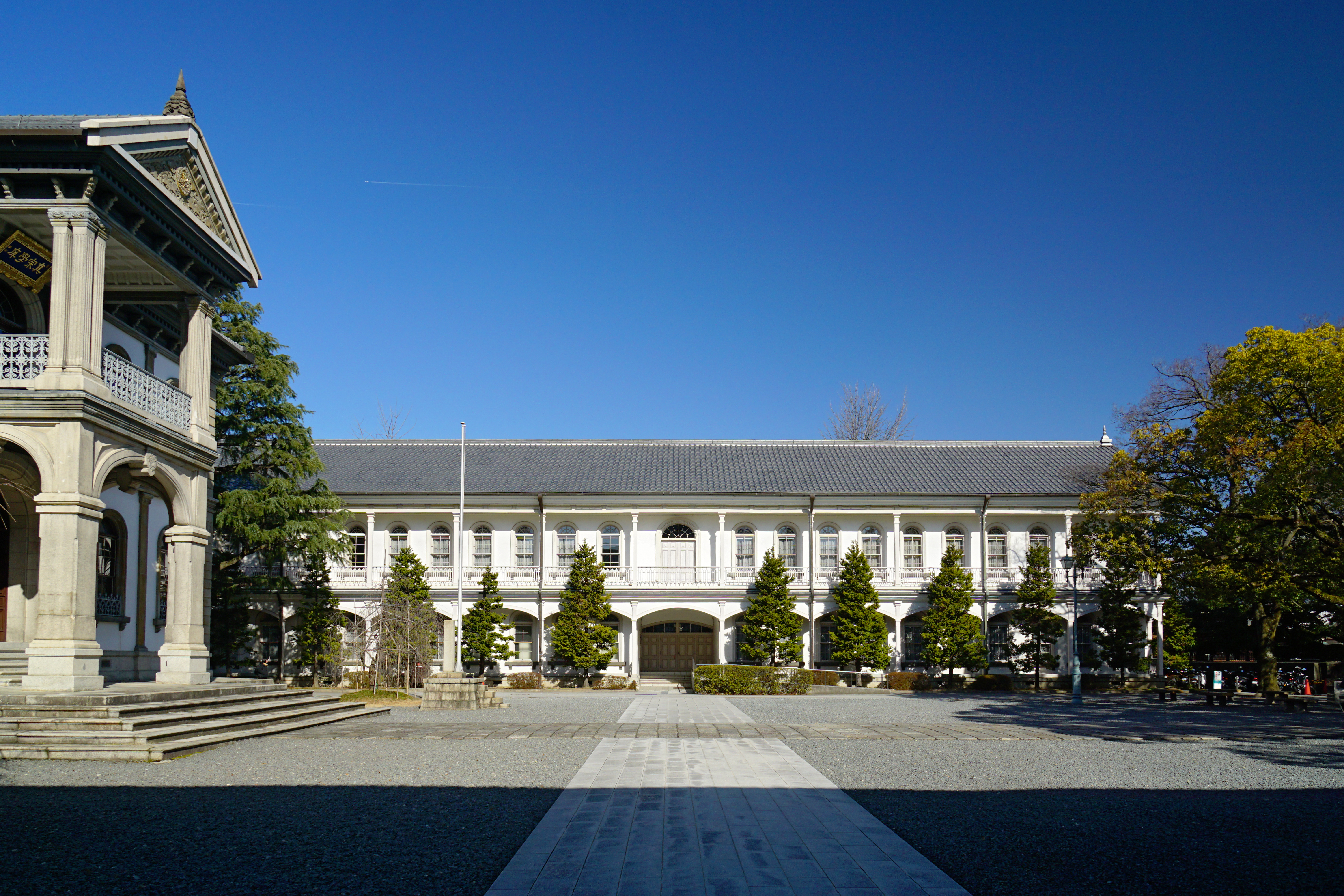
龍谷大学大宮学舎北黌 / 1879年龍大の前身である大教校の寄宿舎として築造

宗教系旧制専門学校（しゅうきょうけいきゅうせいせんもんがっこう）では、戦前の日本において、仏教系・キリスト教系など宗教者・宗教団体により設立された専門学校について概観する（ただし実業専門学校は含まない。また、戦前期において神道は「宗教」とは見なされていなかったが、この項目では神道系の学校も扱う）。
なお、宗教系専門学校のうちかなりの割合を占める女子専門学校については、当該項目も参照のこと。

## 概要
- 仏教・キリスト教などの宗教者・宗教団体により設立された学校という性格上、基本的には私立校である。神道系学校の神宮皇學館のみが例外的に内務省管轄の官立校である。
- ほとんどの場合、設立の目的を当該宗派の布教（ミッション）に置いていた。
- 多くの学校で教学研究ないしは布教者養成のため当該宗派にかかわる学科が設置されたが、プロテスタント系学校の多くは経営難や戦時下の宗教統制により神学部を廃止した。
- 仏教・キリスト教・神道系学校のなかから1920年 - 40年に13校が大学令による旧制大学に昇格した（このうち仏教系3校が連合し大正大学を設立）ため、法律学校と並び旧制以来の歴史的伝統を有する有名私立大学の源流の一つを形成しているといえる。

## 歴史

### 宗教系学校の新設
明治維新後、プロテスタント諸派を中心に欧米から来日したキリスト教宣教師たちは、布教の一環として全国各地に私立学校を設立した。これらのキリスト教系学校は、洋学教育（英語教育）に対する一般的需要の高まりと、それに比して官公立の公教育機関の整備が進んでいなかった状況を背景に、女子教育・英語教育を中心に一般の子弟に普通教育を施すことに主眼を置くものであり、1880年代半ばまでの文明開化や欧化主義の風潮に乗って発展した。しかし欧化主義への批判から国家主義・保守主義の思潮が強まるとこれらの学校は社会的圧迫を受けるようになり、加えて官公立学校が漸く増加してきたことから次第に劣勢に立たされた。一方仏教系学校をみると、1886年から1888年にかけて各仏教教団の「大学林」という形で設立があいついだ。これらの学校は1884年の教導職廃止で従来の神道・仏教一体の国教化政策が頓挫したことから、仏教教団が独自に僧侶職を養成することを目的に設立したものであり、キリスト教系学校にみられるような一般子弟への教育という志向は存在しなかった。

### 宗教教育禁止への対応
1899年の私立学校令公布に付随して出された文部省訓令第12号は、国家が私立学校の存在を公認するとともに、公認された学校では（官公私立を問わず）宗教教育を禁止することを明記しており、キリスト教系学校には大きな打撃となった。これらの学校では文部省の公認を得るため宗教教育を廃止するとミッションからの財政的援助を失うこととなり、反面、宗教教育維持のため文部省の公認を失うなら（他の学校では保障されている）兵役停止と上級学校進学の特権を失い、入学者が激減しかねない危機に陥ることが予想されていたからである。しかし現実には、文部省は公認を受けなかった学校から上述の特権を剥奪しなかった。
一方、僧侶養成に主眼を置き一般子弟への教育という志向をもたなかった仏教系学校は、もともと私立学校令の適用対象外（多くは宗教団体を統括する内務省管轄であった）であって文部省による公認を必要とせず、したがって宗教教育禁止条項の影響をほとんど受けることはなかった。1903年3月の専門学校令施行に際し文部省は宗教教育の自粛を特に求めず、このためキリスト教系・仏教系を問わず多くの宗教系学校が専門学校令に依拠する旧制専門学校に昇格した。

### キリスト教主義連合大学構想

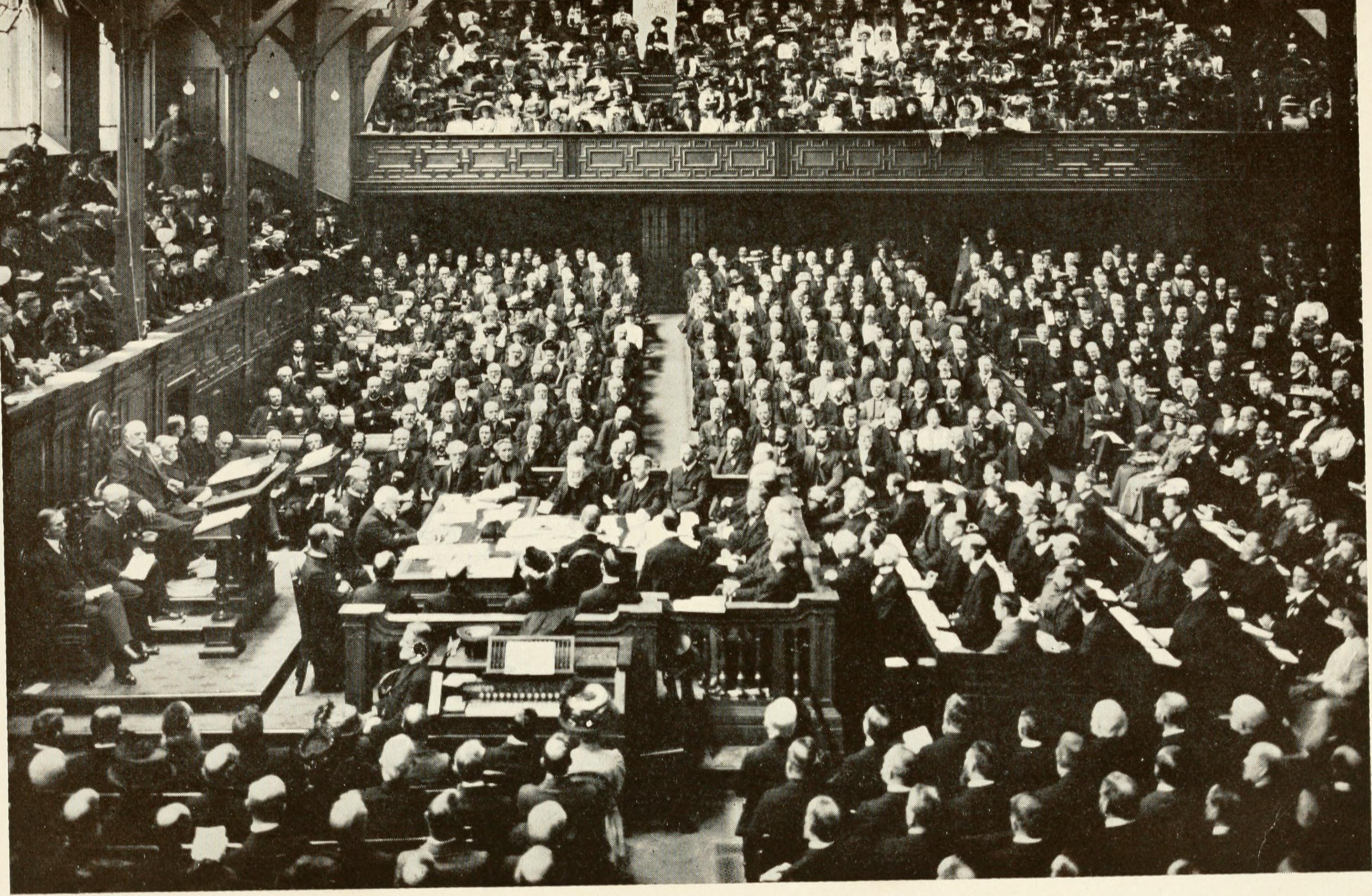
日本におけるキリスト教主義連合大学構想は1910年のエディンバラ宣教会議でも関心を集め、会議終了後に構想実現のための継続委員会が設けられた。

1909年（明治42年）10月に開催された日本基督宣教開始五十年記念会で明治学院総理井深梶之助は「基督教教育の前途」と題する演説を行い、超教派のキリスト教主義連合大学の必要性を訴えた。この連合大学構想は翌年6月に開催されたエディンバラ宣教会議でも取り上げられ、日本国内でもプロテスタント各教派の代表者によって連合大学設立の協議が行われた。
この議論を主導したのは明治学院と東京学院、聖学院であり、とりわけ明治学院高等学部と東京学院は1913年（大正2年）4月から合併前提の合同授業を行うに至った。青山学院は在来の高等科を廃止するという合同条件に難色を示したが、青山学院の後援者たるジョン・F・ガウチャーは合同推進論者だったため微妙な立場に置かれることとなる。
それでも1915年（大正4年）には井深梶之助や高木壬太郎、ライシャワー、新渡戸稲造、佐藤昌介らが中心となって大学創立準備の常任委員会が設置され、7月1日の委員会（ガウチャー列席）で1917年（大正6年）までに「東亜大学」を設置すべきことを決議している。
しかし、同志社や立教学院はすでに専門学校令による大学を設置しており、関西学院もまた別個に計画を進めようとしていた。各校間の意見の隔たりは大きく、立教学院理事長ジョン・マキムは連合大学に協力してもいいが自治独立の権利を保留したいとの見解を示し、合同推進派の明治学院も連合大学のキャンパスが青山学院構内に置かれることには反対していた。結局、明治学院高等学部と東京学院の合同授業は1917年に終了し、青山学院も1918年（大正7年）12月の大学令公布を機に独自の大学設置計画を進めることとなった。

### 旧制大学への昇格

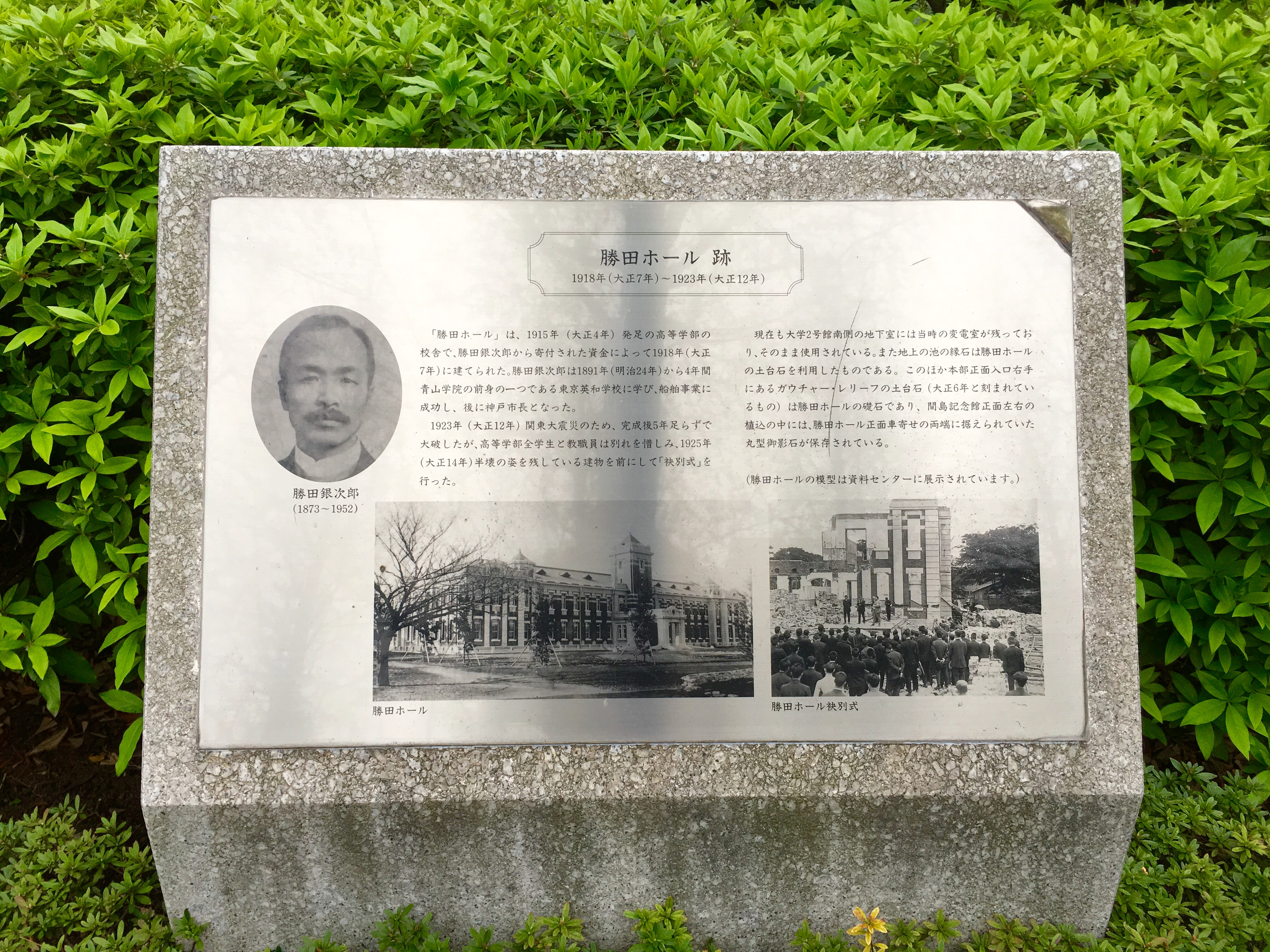
勝田ホール（青山学院高等学部）跡（青山学院が旧制大学への昇格を果たせなかったのは関東大震災の痛手が大きかったからである）

宗教系専門学校のなかには専門学校令準拠の前後から「大学」と改称するものが出てきたが、もちろんこの時点で大学は帝国大学以外には存在しないので、これらはもちろん自称にすぎず制度上の実体はあくまで専門学校であった。これらの学校が名実ともに大学（旧制）になるのは1919年4月に大学令が施行（公布は前年12月）されて以降のことである。
宗教系学校のなかで最初に大学昇格を果たしたのは1920年、キリスト教系の同志社大学および神道系の國學院大學であり、ついで翌々年1922年には仏教系の龍谷と大谷、キリスト教系の立教が大学に昇格し、戦前の大学令のもと合計で仏教系は6校、キリスト教系は4校、神道系は2校に及んだ。仏教系学校の場合、大学令準拠以前の「大学」自称時代には、例えば龍谷が「仏教大学」（現在の佛教大学とは別）、大谷が「真宗大谷大学」を称するなど特定宗派名を校名に冠することもあったが、大学昇格にともないこれらの大学はより宗派色の薄いニュートラルな名称に改めることをよぎなくされた。また、神学部や仏教学部など、独立学部を置いて教義研究をおこなうことは認められず（同志社は神学部の設置を計画していたが文部省との折衝のなかで断念し、文学部内に神学科を設置した）、多くの場合文学部のなかに設置された宗教学科・仏教学科がそれらの活動を担った。
仏教系・キリスト教系学校での宗教教育への規制に対し、対照的だったのは神道系大学（國學院・神宮皇學館）である。これらの大学では神道は国体の祭式であって「非宗教」である以上、その教育は「宗教教育」に相当しないという政府の公式見解から宗教教育への自粛を求められることはなかったのである。戦時体制下、神宮皇學館は皇紀2600年を記念し大学に昇格した。

### プロテスタント系神学校の大合同

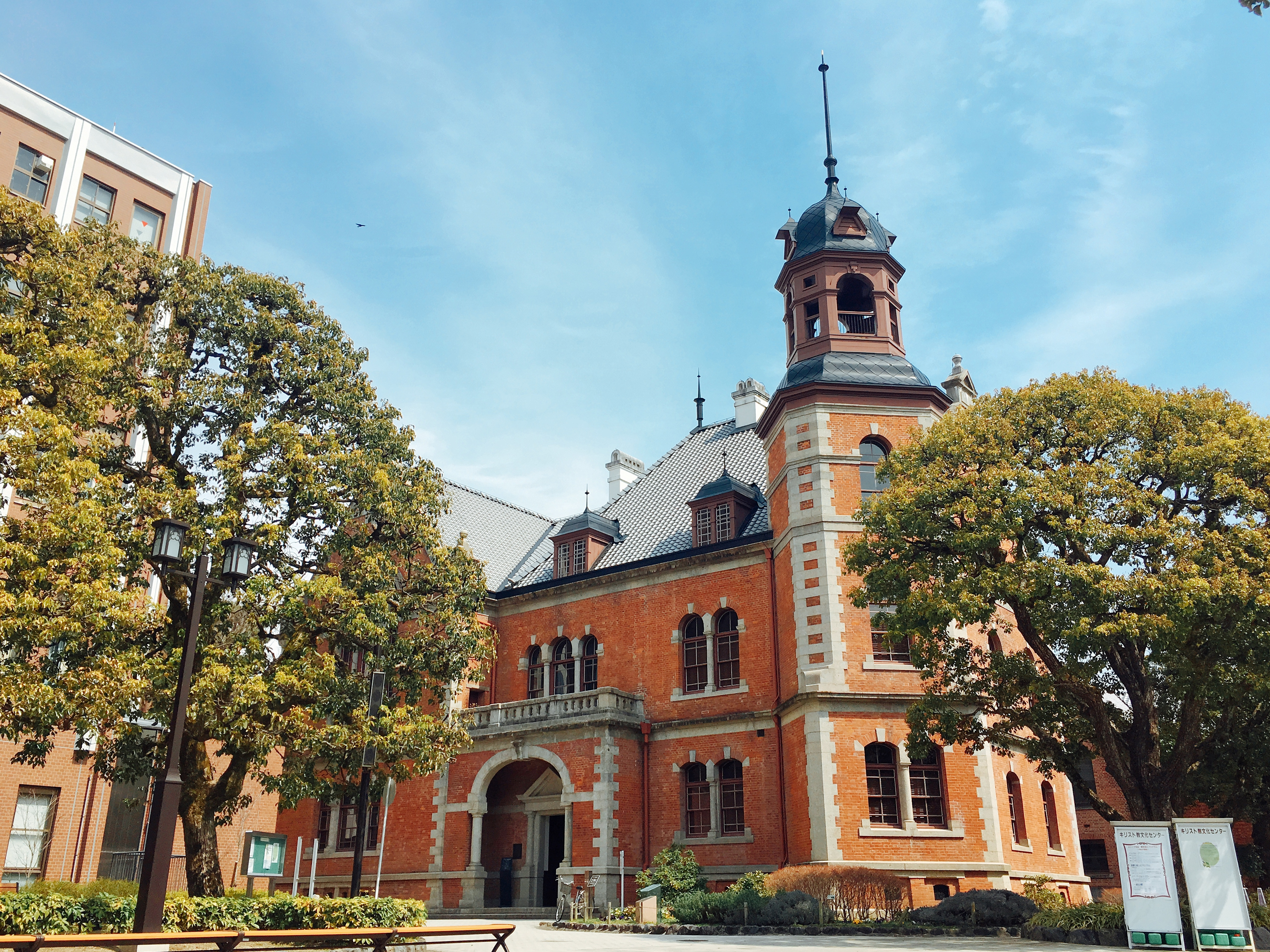
同志社大学の神学科は軍部や右翼勢力による執拗な攻撃に晒されながらも廃止を免れ、戦後の1947年に旧制神学部として認可された。

1940年10月17日に開催された皇紀二千六百年奉祝全国基督教信徒大会で日本における全プロテスタント教会の合同が宣言され、翌年6月24日に富士見町教会で日本基督教団が設立された。これを受けて日本各地のプロテスタント系神学校は1943年、日本東部神学校・日本西部神学校・日本女子神学校の3校に統合された。さらに1944年には男子校2校の再統合により日本基督教神学専門学校が設立された（同時に日本女子神学校も日本基督教女子神学専門学校と改称）。
このような大合同の動きに最後まで抵抗したのは同志社大学で、大学令準拠の文学部神学科が専門学校令準拠の神学校に吸収されることは受け入れ難いとして日本基督教団の強請をはねつけ、学徒出陣によって授業継続が困難となった状況下でも同大法文学部神学科は廃止されることなく終戦を迎えた。

### 新制大学への移行
敗戦後の1945年12月、占領軍による改革のなかで前記の文部省訓令12号は廃止され、宗教系学校における宗教教育が公認され、学校内での祈りや説教が許容されることになった。また1949年の学制改革により多数の新制私立大学の設立が認められることになった。このような動きのなかで、既存の宗教系大学は戦前は認められなかった神学部・仏教学部を次々に設置し、旧制大学に昇格できていなかった宗教系専門学校のほとんども新制大学への昇格を果たした。

## 旧制大学に昇格した宗教系学校
以下、大学令による旧制大学に昇格したものを示す。校名は設立時の名称でカッコ（　）内は設立した宗派、設立年月と後身の新制大学を示す。

### 仏教系

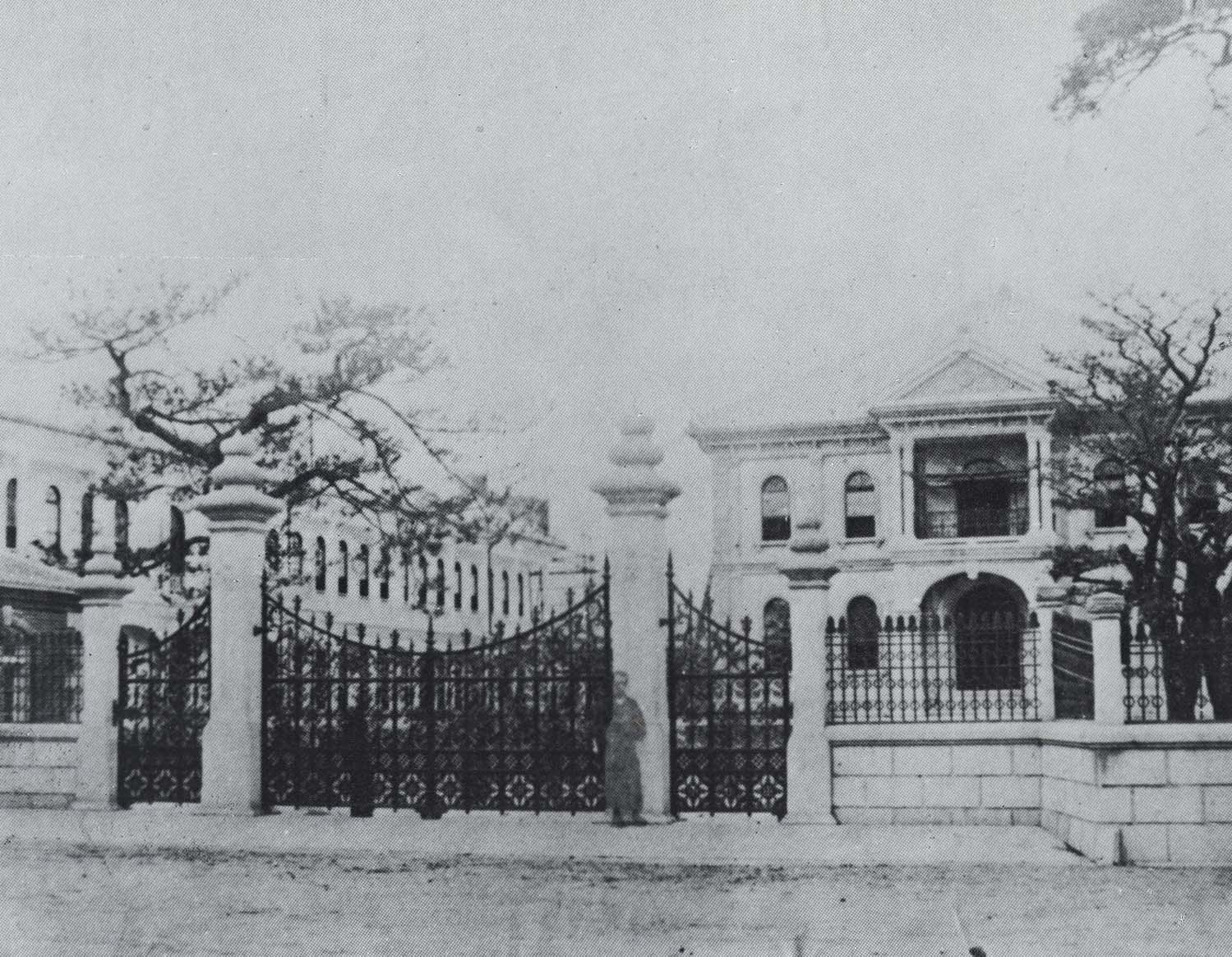
龍谷大学

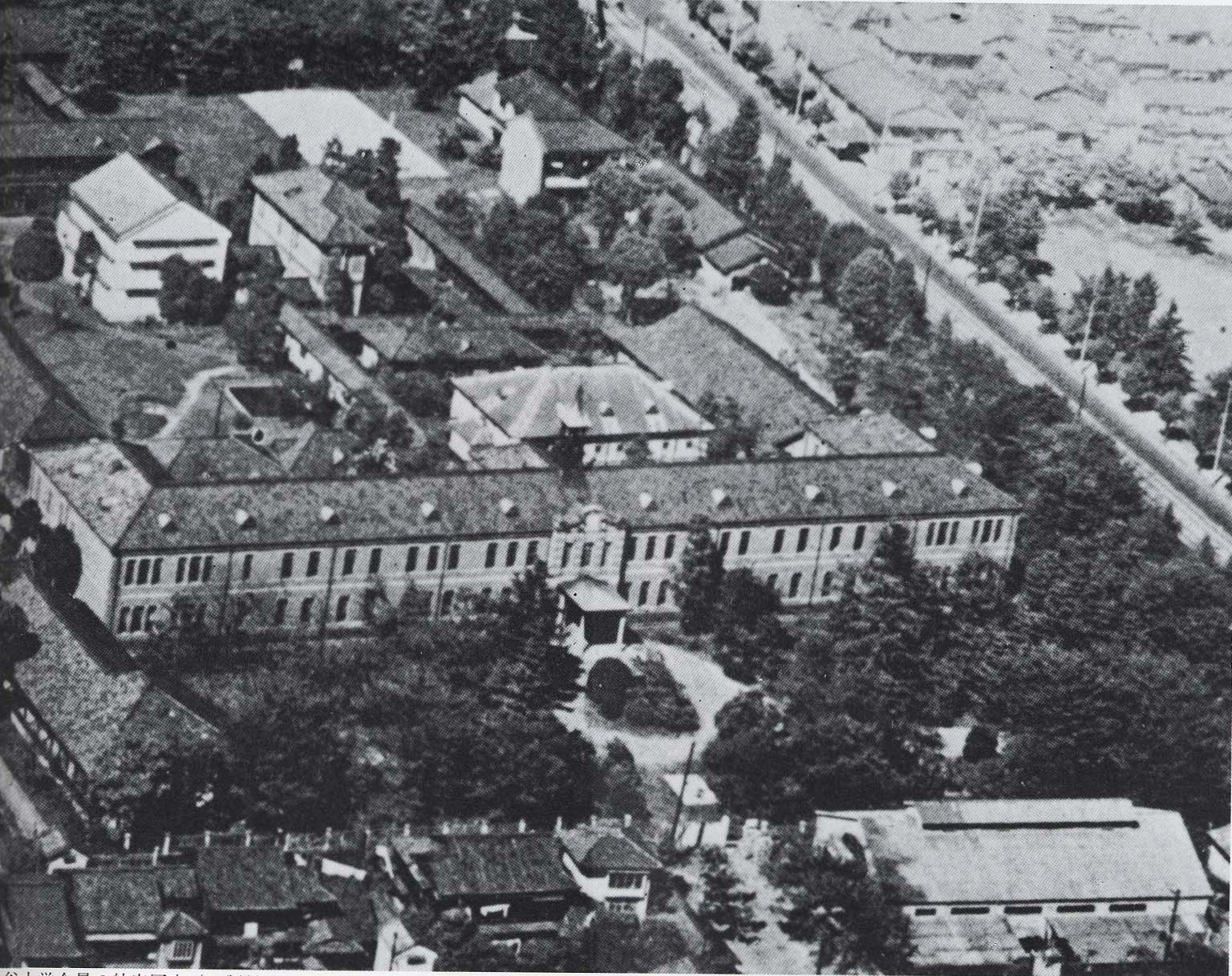
大谷大学

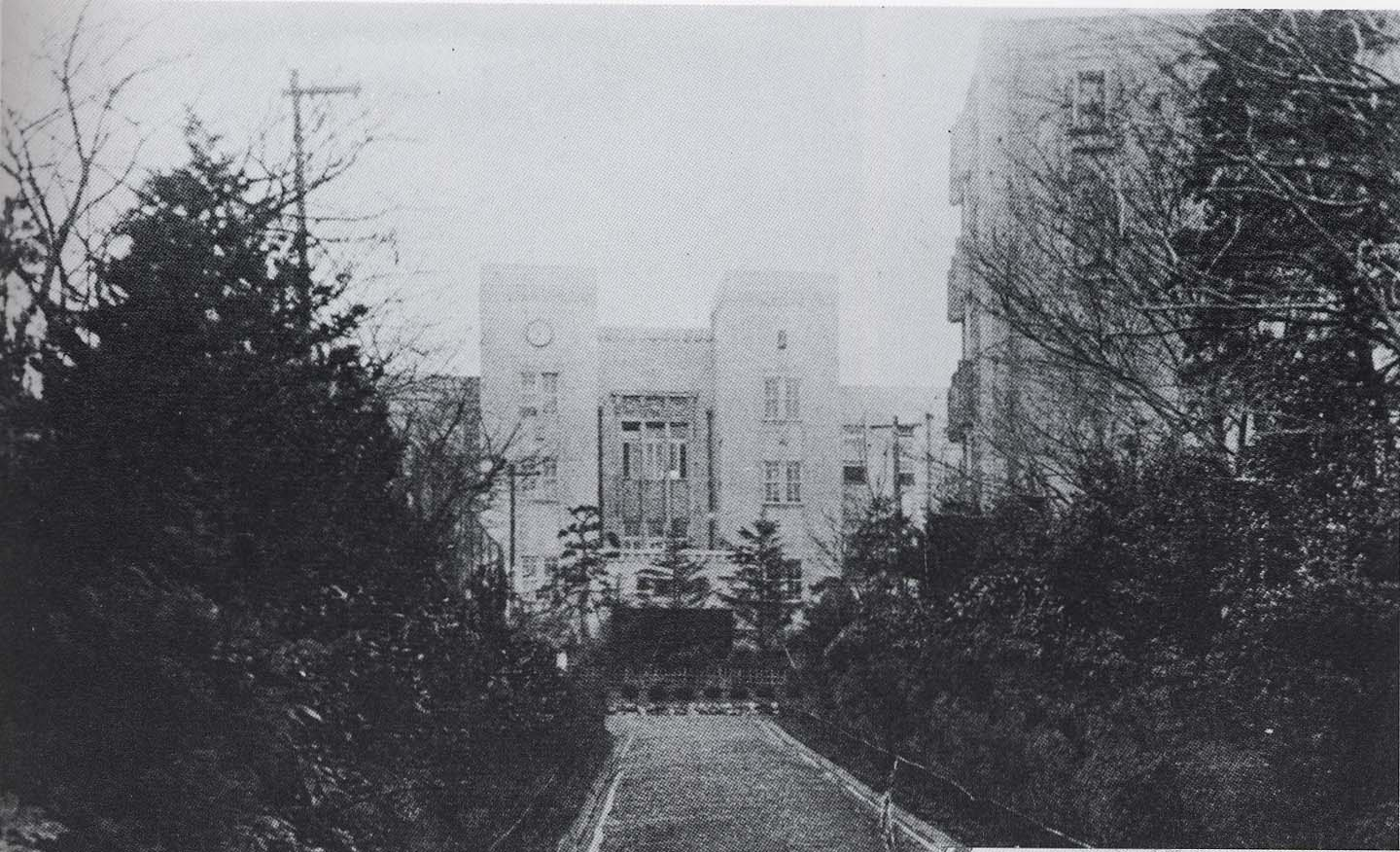
立正大学

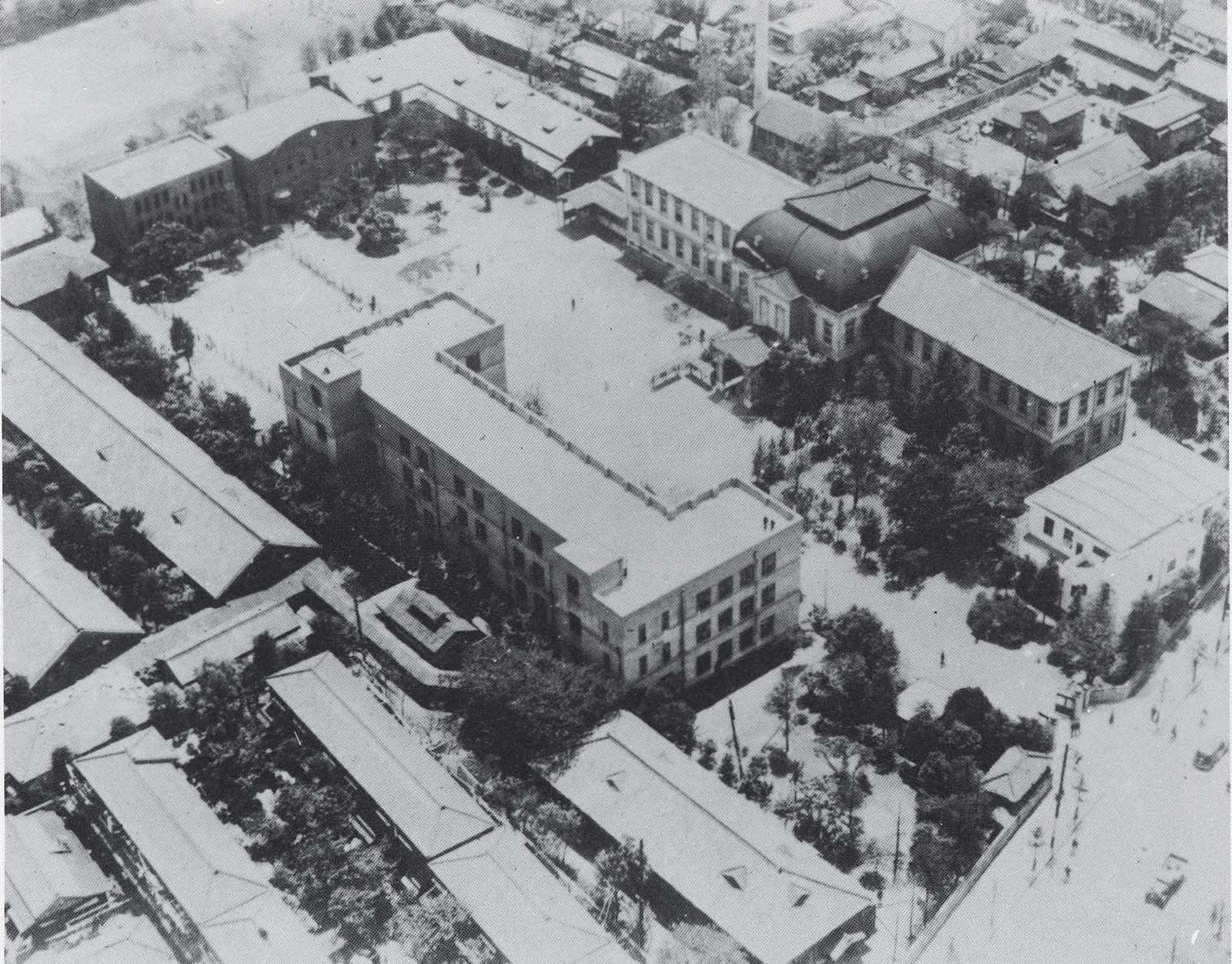
大正大学

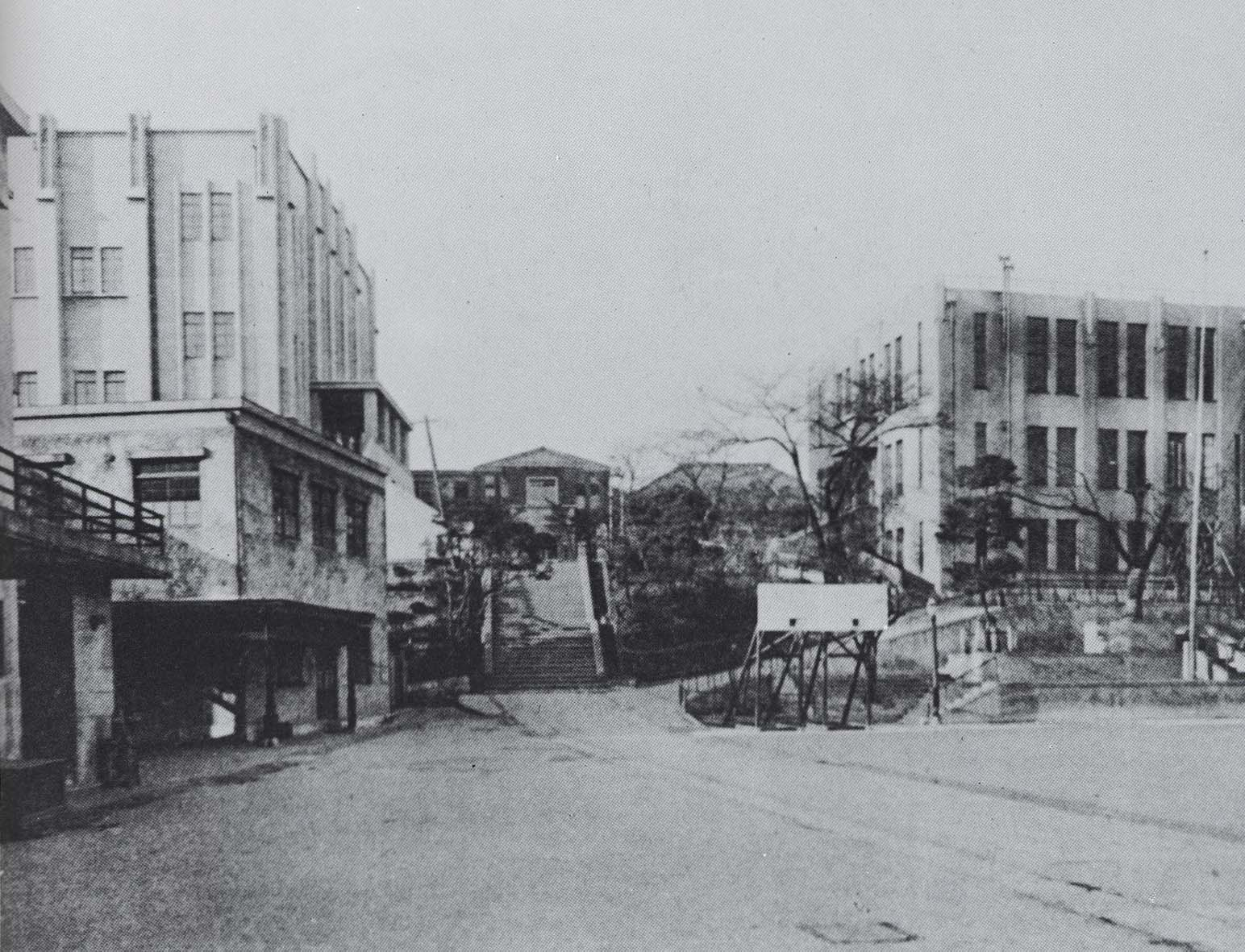
東洋大学

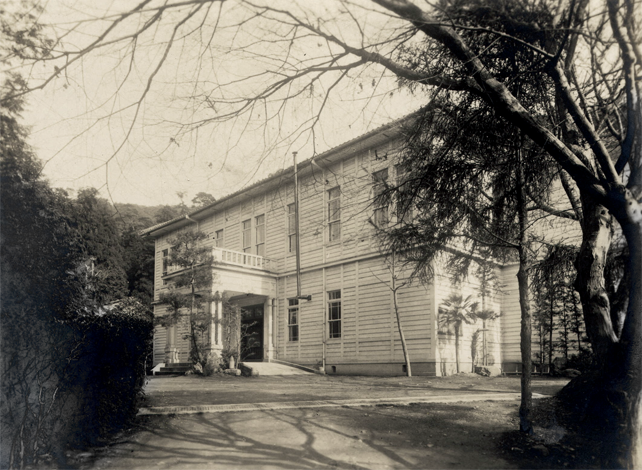
佛教専門学校

#### 浄土真宗系
- 大教校（浄土真宗本願寺派（西本願寺）・1876年[17]・龍谷大学）
  - 源流は1639年創立の西本願寺学寮。
  - 1900年4月：仏教大学に改称。
  - 1905年1月：専門学校令に準拠。
  - 1922年5月：大学令による龍谷大学（旧制）に昇格。

- 真宗大学寮（真宗大谷派（東本願寺）・1882年12月[18]・大谷大学）
  - 源流は1665年創立の東本願寺学寮。
  - 1896年9月：真宗大学と改称。
  - 1904年5月：専門学校令に準拠。
  - 1911年10月：真宗大谷大学と改称（専門学校令）。
  - 1922年5月：大学令による大谷大学（旧制）に昇格。

#### 浄土宗系
- 本部宗学校（浄土宗・1876年3月・大正大学）
  - 1887年7月：浄土宗宗学本校と改称。
  - 1907年3月：宗教大学と改称。
  - 1926年4月：天台宗大学・豊山大学と合流し大学令による大正大学（旧制）設立。

#### 日蓮宗系
- 宗教院（日蓮宗・1872年8月・立正大学）
  - 新居日薩により設立。
  - 1904年4月：専門学校令による日蓮宗大学林と改称。
  - 1907年4月：日蓮宗大学と改称（専門学校令）。
  - 1924年5月：大学令による立正大学（旧制）に昇格（文学部内に宗教学科を設置）。

#### 禅宗系
- 曹洞宗専門学校（曹洞宗・1875年6月・駒澤大学）
  - 1882年10月：曹洞宗大学林と改称。
  - 1904年1月：曹洞宗大学と改称。
  - 1904年3月：専門学校令に準拠。
  - 1925年4月：大学令による駒澤大学（旧制）に昇格。

#### 天台宗・真言宗系
- 天台宗大学林（天台宗・1873年・大正大学）
  - 源流は1682年上野東叡山で創立の勧学講院。
  - 1885年：天台宗大学と改称。
  - 1904年：専門学校令に準拠。
  - 1926年4月：宗教大学・豊山大学と合流し大学令による大正大学（旧制）設立。
- 真言宗古義大学林（高野山真言宗・1886年2月・高野山大学）
  - 1907年7月：真言宗連合高野大学と改称。
  - 1909年4月：専門学校令に準拠。
  - 1916年3月：高野山大学と改称（専門学校令）。
  - 1926年4月：大学令による高野山大学（旧制）に昇格。
- 新義派大学林（真言宗豊山派・1887年・大正大学）
  - のち豊山大学と改称。
  - 1926年4月：宗教大学・天台宗大学と合流し大学令による大正大学（旧制）設立。

#### その他
- 哲学館（1887年・東洋大学） 
  - 井上円了により湯島の麟祥院で開校（仏教系ではないが仏教教育と関わりの深い学校である）。
  - 1903年10月：哲学館大学と改称（専門学校令）。
  - 1906年6月：東洋大学と改称。
  - 1928年4月：大学令による東洋大学（旧制）に昇格。
  - 1929年4月：文学部に仏教学科を設置[19]。

### キリスト教系

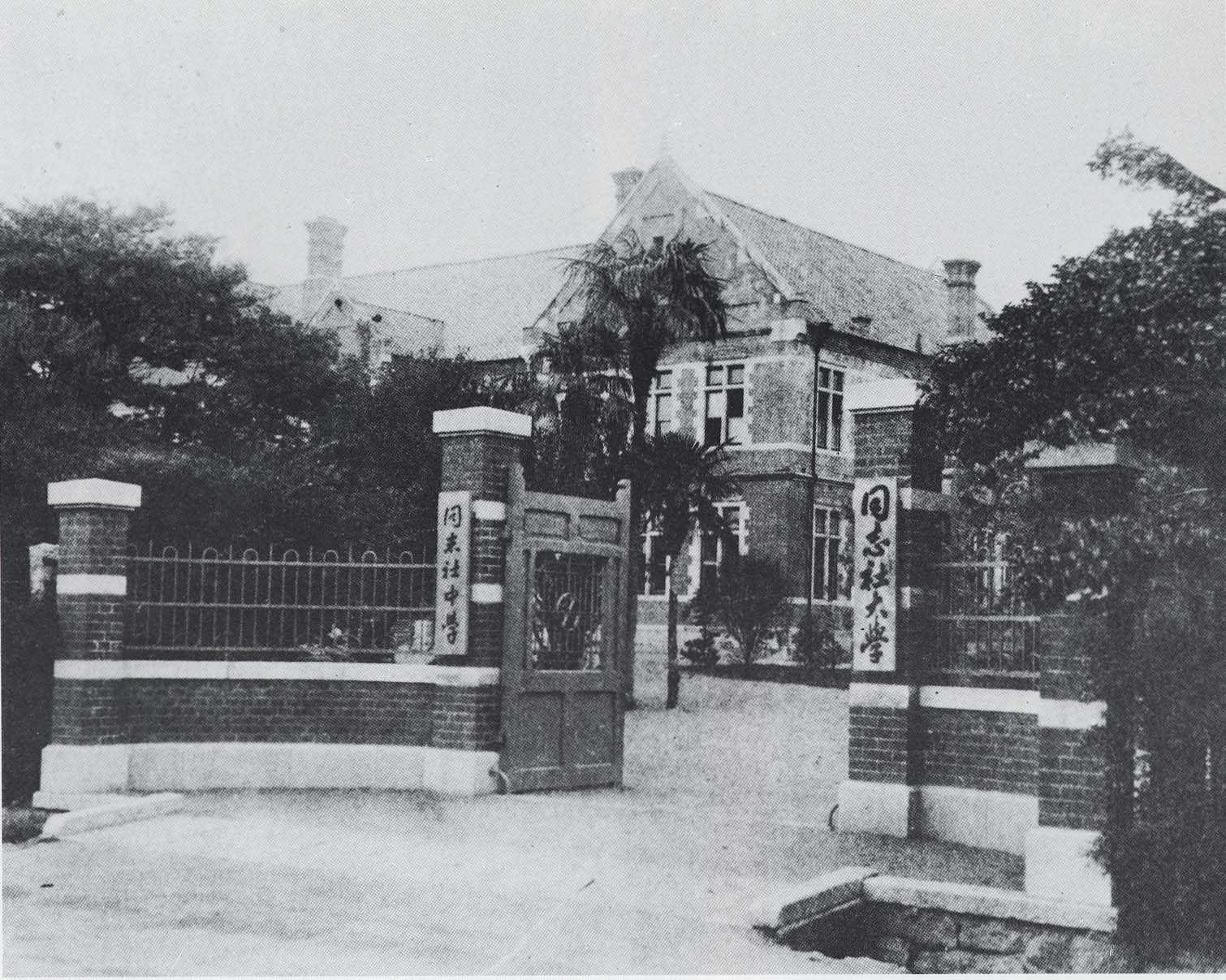
同志社大学

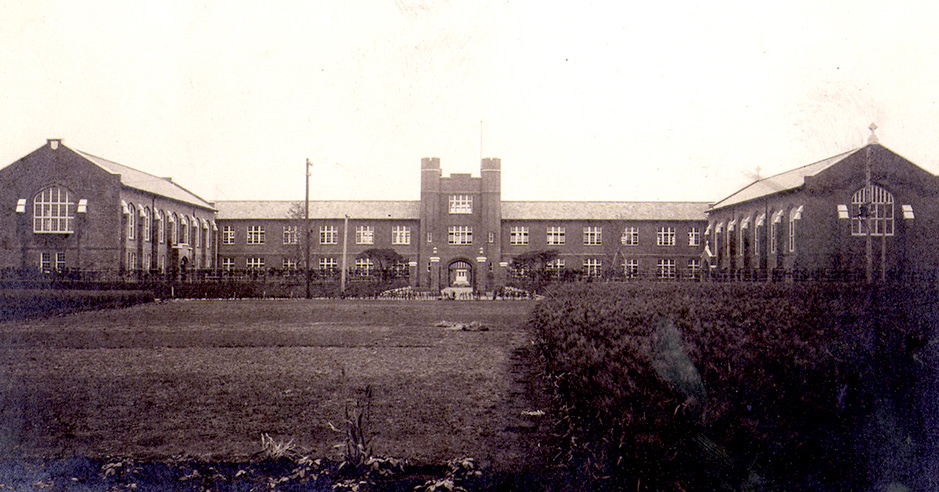
立教大学

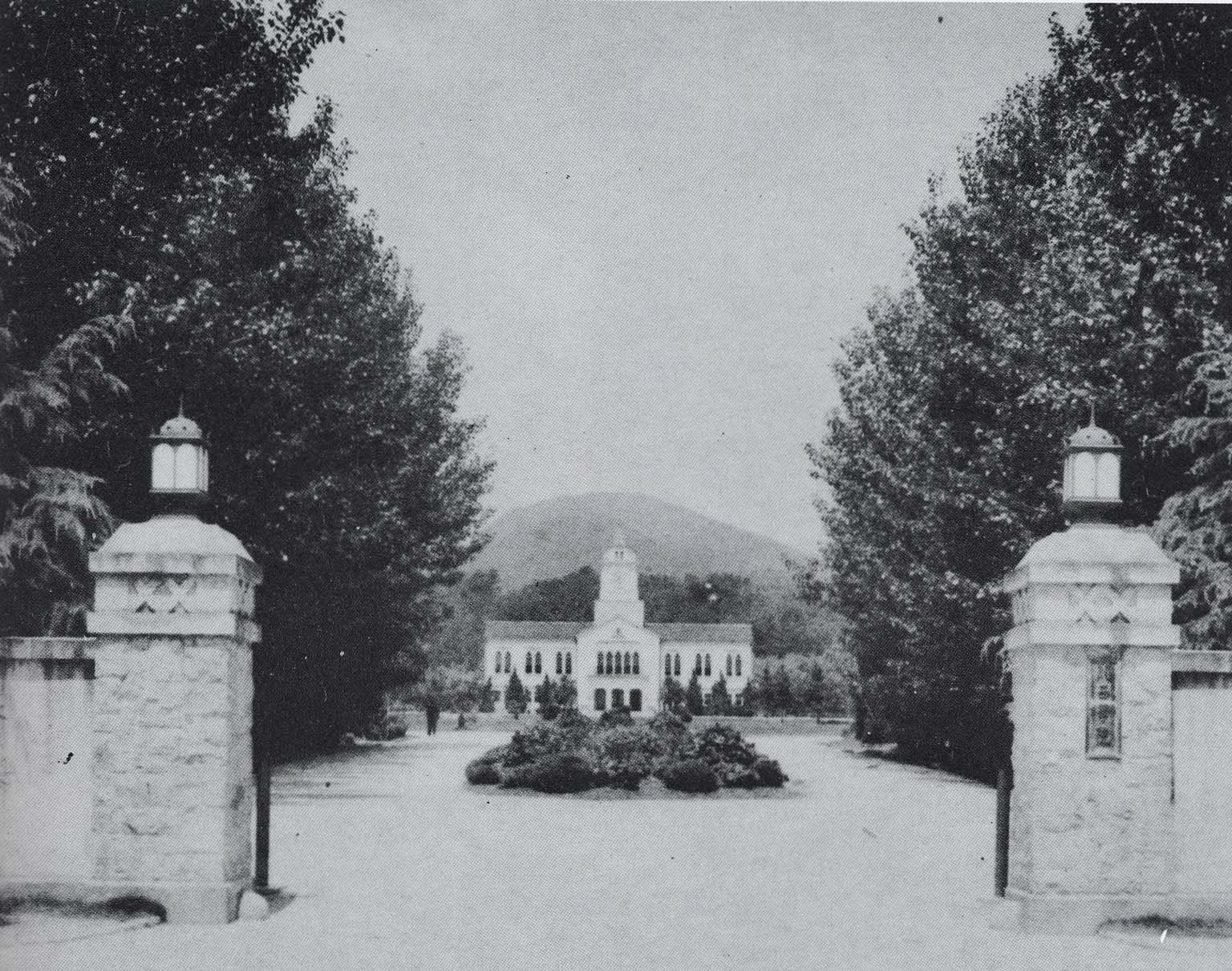
関西学院大学

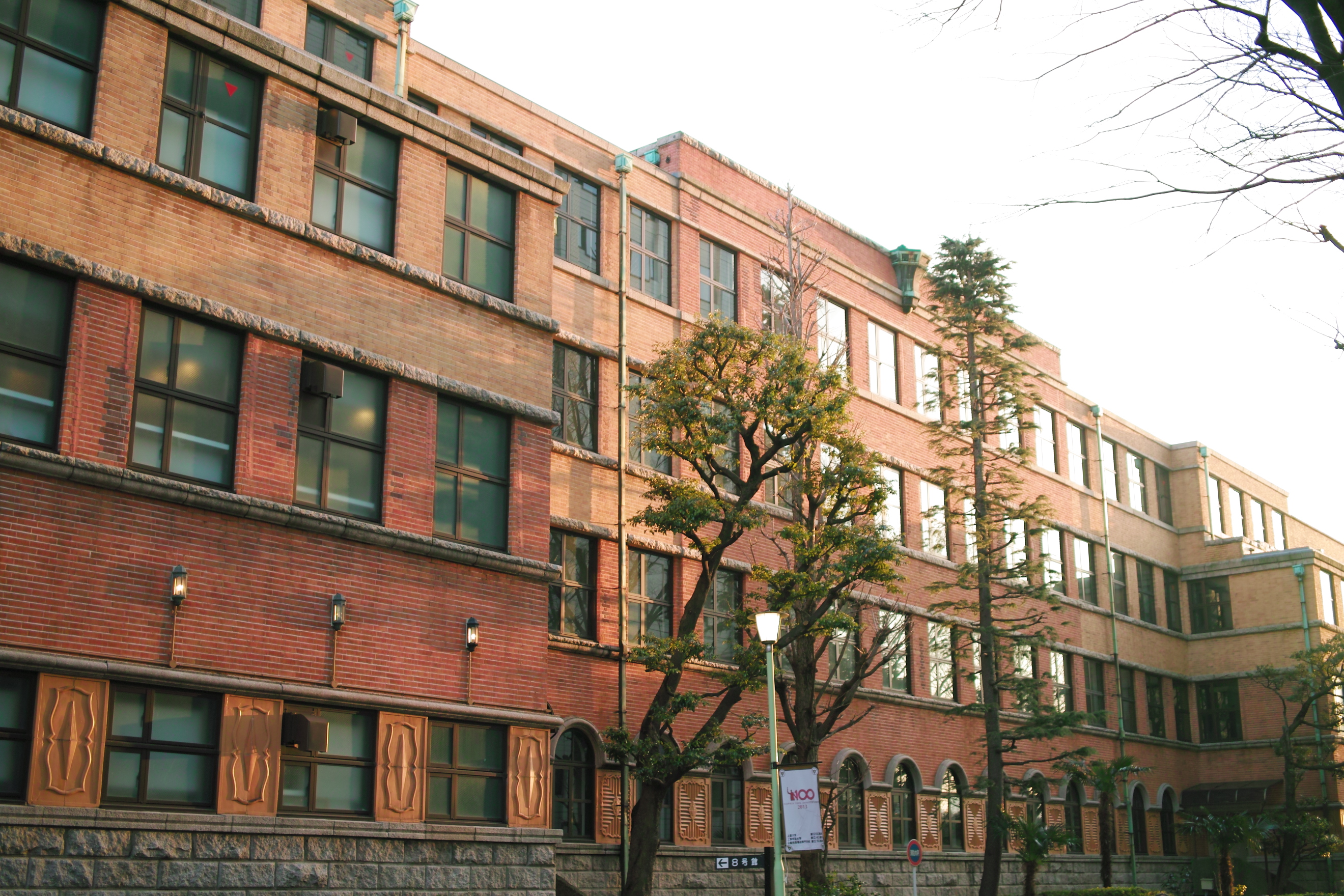
上智大学

#### プロテスタント系
- 立教学校（日本聖公会・1874年2月・立教大学）
  - 米国聖公会宣教師ウィリアムズにより設立[20]。
  - 1883年1月：立教大学校 (St. Paul's College) 設立。
  - 1890年10月：立教学校と改称。
  - 1896年4月：立教専修学校を設立（1901年廃止）。
  - 1907年8月：立教大学と改称。専門学校令に準拠。
  - 1922年5月：大学令による立教大学（旧制）に昇格（文学部内に宗教学科を設置）[21]。
  - 1943年11月：文学部を閉鎖[22]。
  - 1946年5月：文学部復活（キリスト教学科・英米文学科）[23]。
- 同志社英学校（組合派系・1875年11月・同志社大学）
  - アメリカン・ボードの後援の下で新島襄により設立。
  - 1876年9月：熊本バンドと呼ばれる一団が入学。余科（神学科）を併置。
  - 1904年3月：同志社専門学校・同神学校設置。専門学校令に準拠。
  - 1912年2月：両校を合併し同志社大学設立（専門学校令）。
  - 1920年4月：大学令による同志社大学（旧制）に昇格（文学部内に神学科を設置）[10]。
  - 1943年6月：神学科が日本西部神学校への合流を求められるもこれを拒否[14]。
  - 1944年10月：文学部と法学部を統合し、法文学部に縮小（神学科は存続）[24]。
  - 1947年6月：神学科が（旧制）神学部として認可される[12][25]。

- 南メソジスト監督教会神学校（メソジスト教会・1889年9月・関西学院大学）
  - 1908年9月：関西学院神学校と改称。専門学校令に準拠。
  - 1912年3月：高等学部設置。
  - 1932年3月：大学令による関西学院大学（旧制）に昇格。
  - 1934年4月：法文学部と商経学部を設ける（文学科内に宗教学専攻を設置）[26]。

#### カトリック系
- 上智学院（イエズス会・1911年4月・上智大学）
  - 1913年3月：上智大学に改称。専門学校令に準拠。
  - 1928年5月：大学令による上智大学（旧制）に昇格。

### 神道系

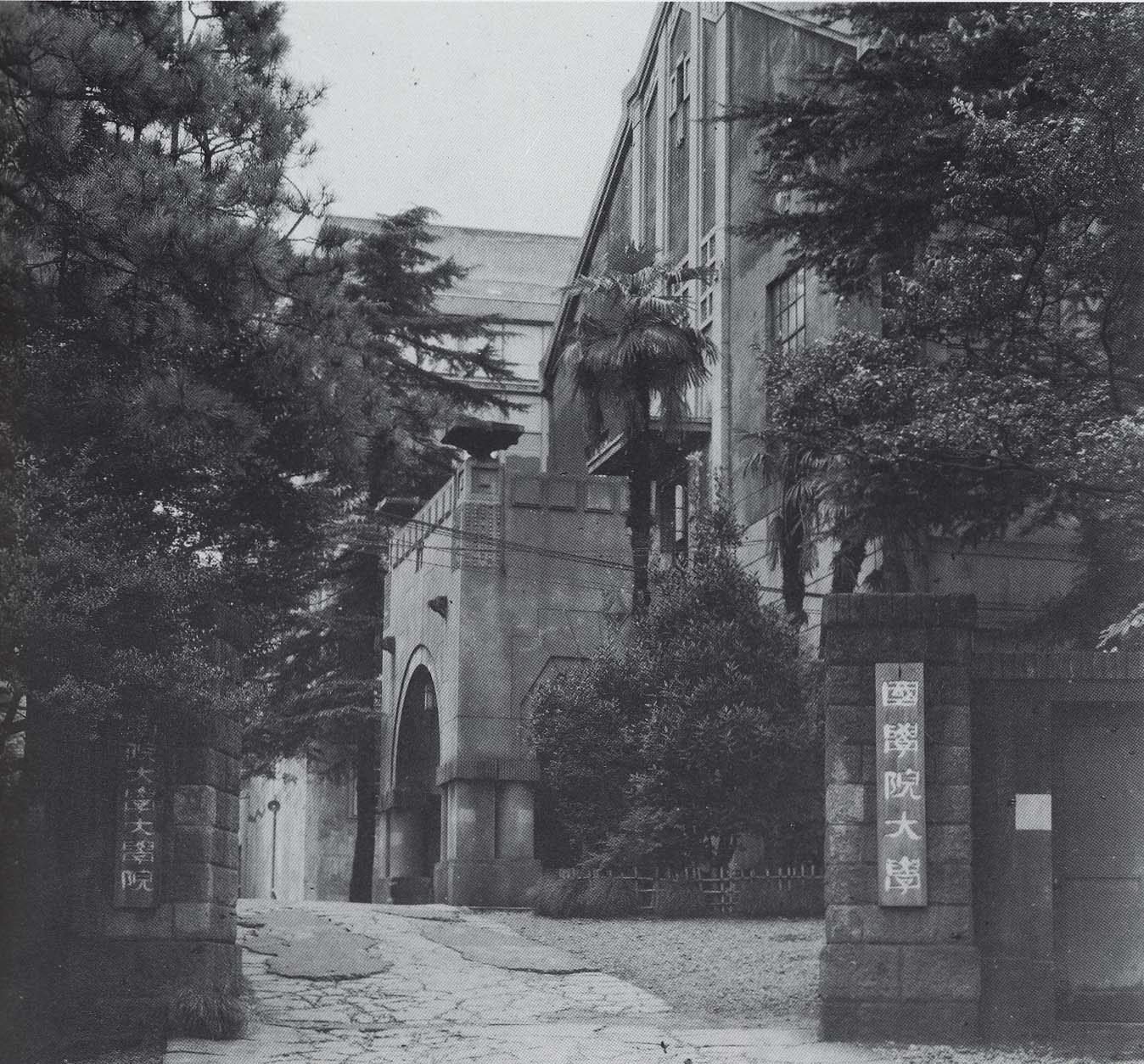
國學院大學

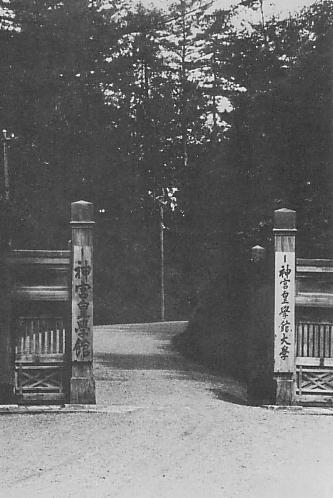
神宮皇學館大学

先述の通り神道系学校は制度上「宗教学校」とはみなされてはおらず、その点でここまで述べてきたようなキリスト教系・仏教系とは性格が異なる。
- 神宮皇學館（官立）（神道・1882年4月・皇學館大学（私立））
  - 内務省所轄学校として設立。
  - 1903年8月：専門学校令に準拠。
  - 1940年4月：大学令による神宮皇學館大学（官立・旧制）に昇格。
- 皇典講究所（神道・1882年8月・國學院大學）
  - 神道教導職により設立。
  - 1890年7月：高崎正風により國學院に改組され設立。
  - 1904年4月：専門学校令に準拠。
  - 1906年9月：國學院大學と改称（専門学校令）。
  - 1920年4月：大学令による國學院大學に昇格。

## 主要な宗教系専門学校
校名は原則として新制に移行する直前の名称であり、カッコ（　）内は設立した宗派、専門学校令準拠の年月および後身の新制大学・短大・各種学校を示す。

### 仏教系

#### 浄土真宗系
- 高田専門学校（真宗高田派・1904年3月・高田短期大学）
  - 1895年4月：真宗勧学院設立。
  - 1904年3月：高等科設置（専門学校令）。
  - 1934年：高田専門学校と改称。
- 京都女子高等専門学校（真宗本願寺派・1920年3月・京都女子大学）
  - 1919年3月：京都高等女学校として設立。
- 真宗専門学校（真宗大谷派・1921年6月・同朋大学）
  - 源流は1827年2月創立の閲蔵長屋（東本願寺掛所）。
  - 1887年2月：大谷派普通教校として設立。
  - 1908年4月：私立尾張中学校と改称。
  - 1921年6月：専門学校令による真宗専門学校に改組。
- 相愛女子専門学校（真宗本願寺派・1928年4月・相愛大学）
  - 1888年6月：相愛女学校として設立。
- 大谷女子専門学校（真宗大谷派・1930年4月・大阪大谷大学）
- 光華女子専門学校（真宗大谷派・1945年・京都光華女子大学）
  - 1939年：光華高等女学校として設立。

#### 浄土宗系
- 佛教専門学校（浄土宗・1912年5月・佛教大学）
  - 1912年5月：京都・知恩院の宗教大学分校を宗教大学高等学院と改称し設立（専門学校令）。
  - 1913年4月：佛教専門学校と改称。
- 西山専門学校（浄土宗西山派・1920年3月・京都西山短期大学）
  - 1896年9月：専門寮として設立。
  - 1901年6月：西山派専門学寮と改称。
  - 1919年4月：西山専門学寮と改称。
  - 1920年3月：西山専門学校と改称（専門学校令）。

#### 禅宗系
- 臨済学院専門学校（臨済宗・1908年2月・花園大学）
  - 1894年4月：普通学林として設立。
  - 1903年11月：花園学林と改称。
  - 1907年4月：花園学院と改称。
  - 1908年2月：専門学校令による高等部設置。
  - 1911年9月：臨済宗大学と改称（専門学校令）。
  - 1934年4月：臨済学院専門学校と改称。

#### 天台宗・真言宗系
- 京都専門学校（古義真言宗（東寺）・1905年1月・種智院大学）
  - 1898年9月：古義真言宗京都高等中学林として設立。
  - 1905年1月：古義真言宗連合高等中学校と改称（専門学校令）。
  - 1907年11月：連合京都大学と改称（専門学校令）。
  - 1929年3月：京都専門学校と改称。
- 智山専門学校（真言宗智山派・1914年3月・大正大学）
  - 1881年7月：京都にて新義真言宗智山派智山大学林として設立。
  - 1914年3月：私立智山勧学院と改称（専門学校令）。
  - 1929年4月：智山専門学校と改称、東京市に移転。
  - 1943年：大正大学に併合。

### キリスト教・プロテスタント系

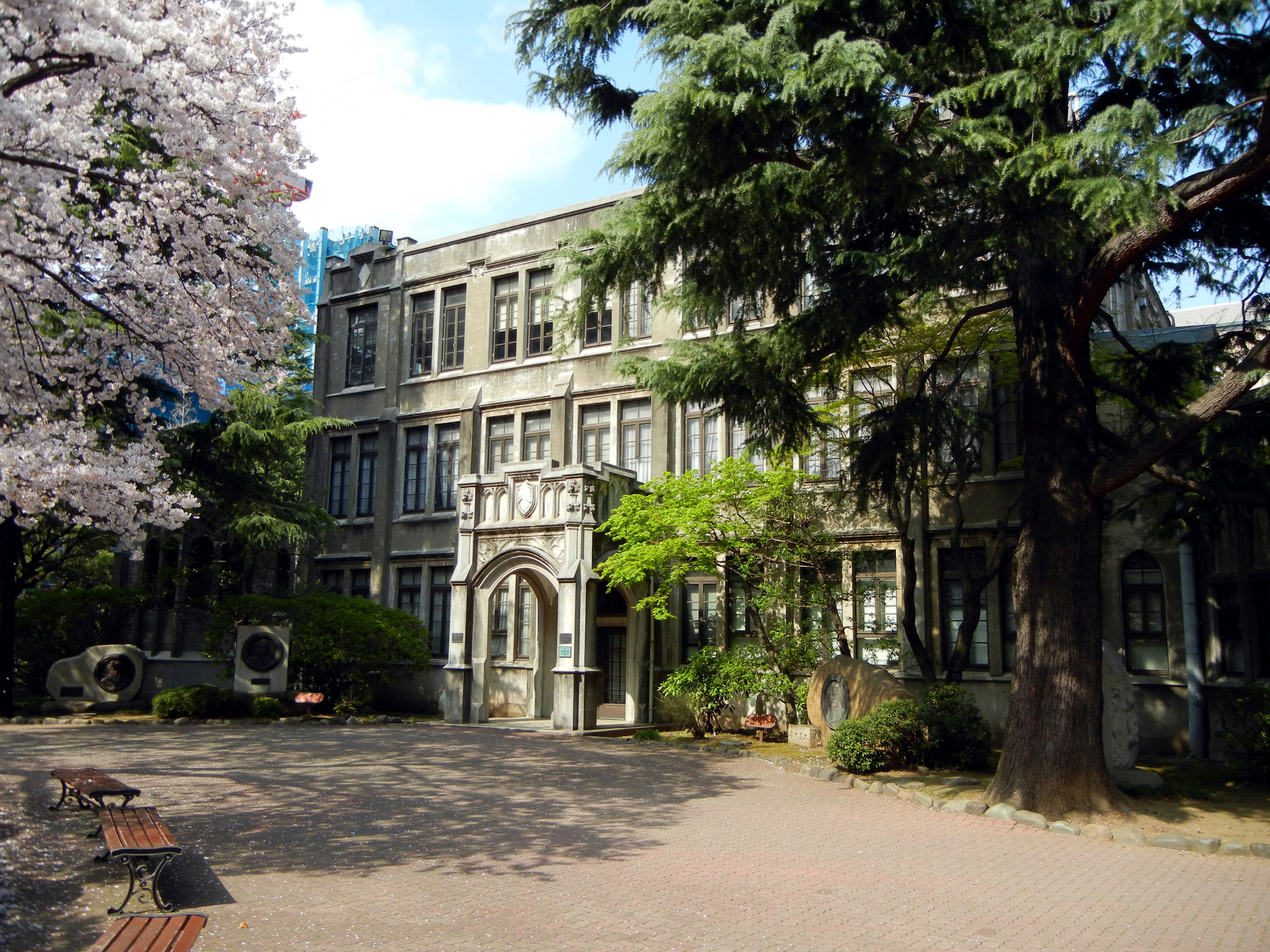
青山学院

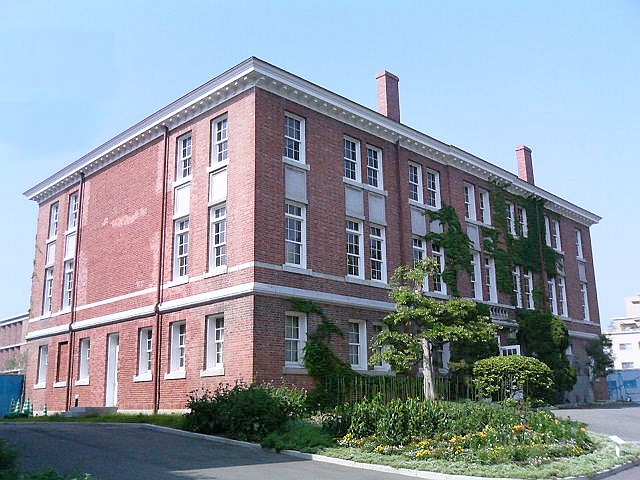
西南学院

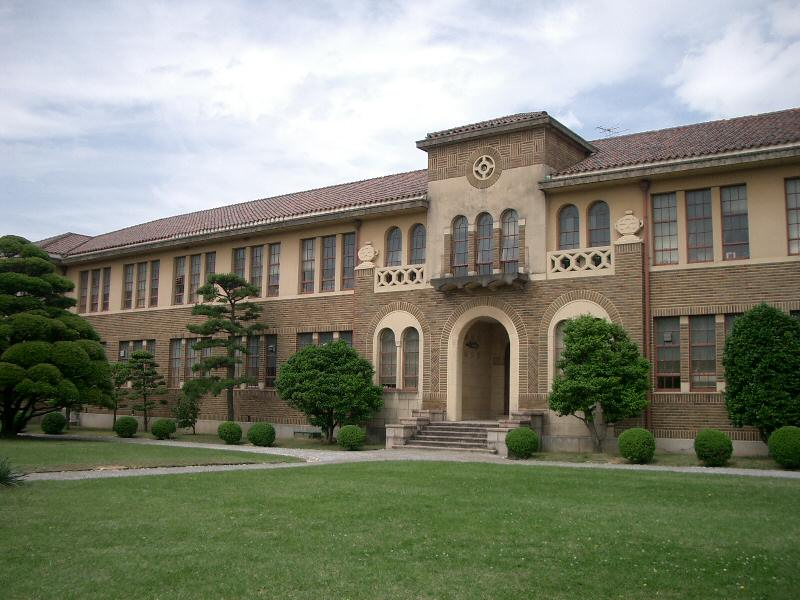
神戸女学院

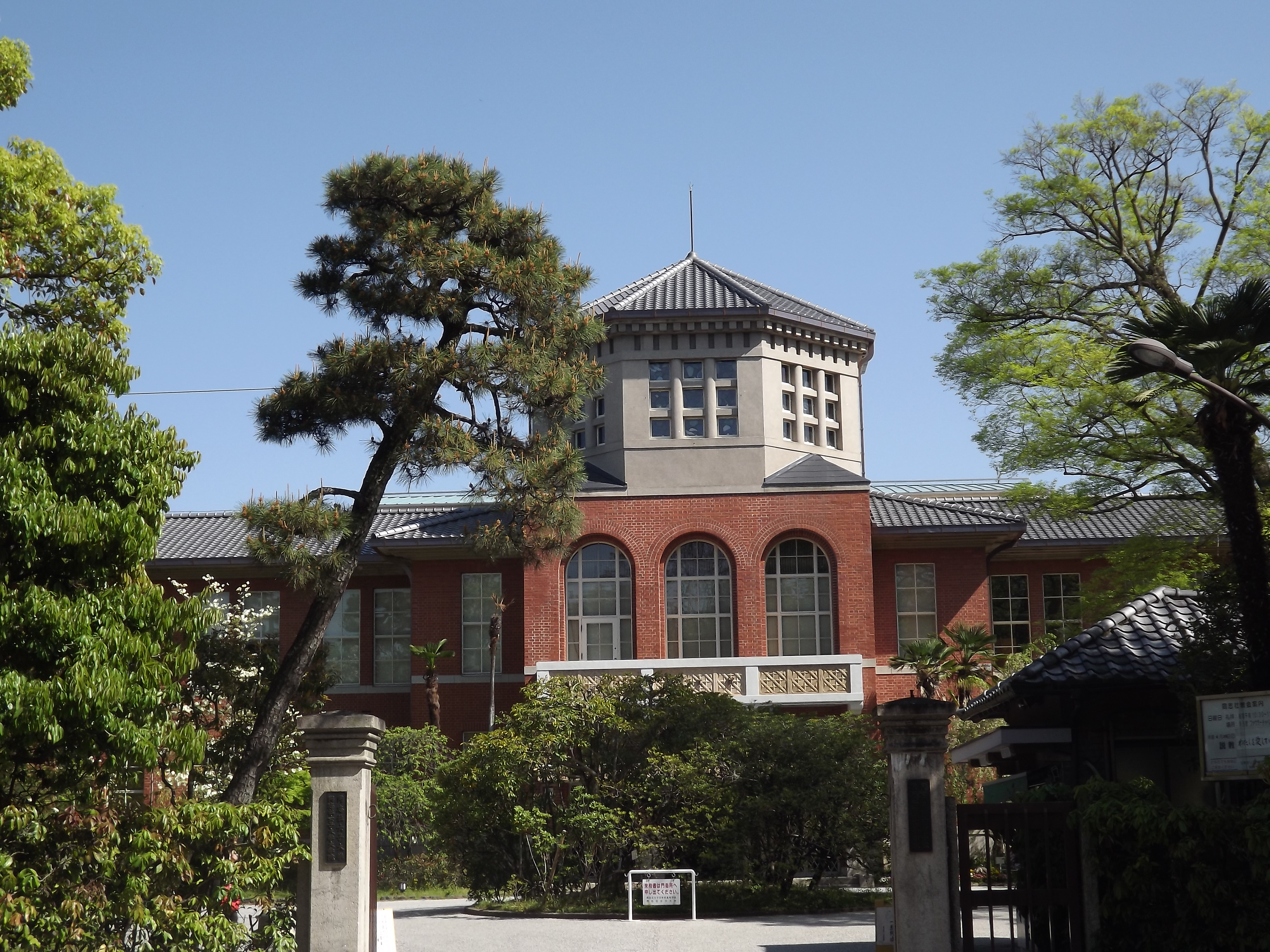
同志社女子専門学校

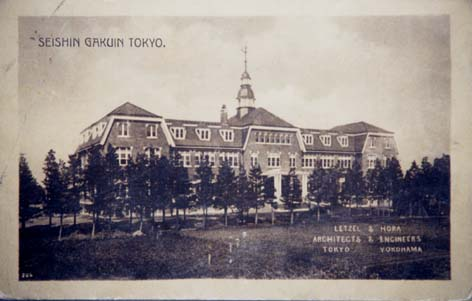
聖心女子学院

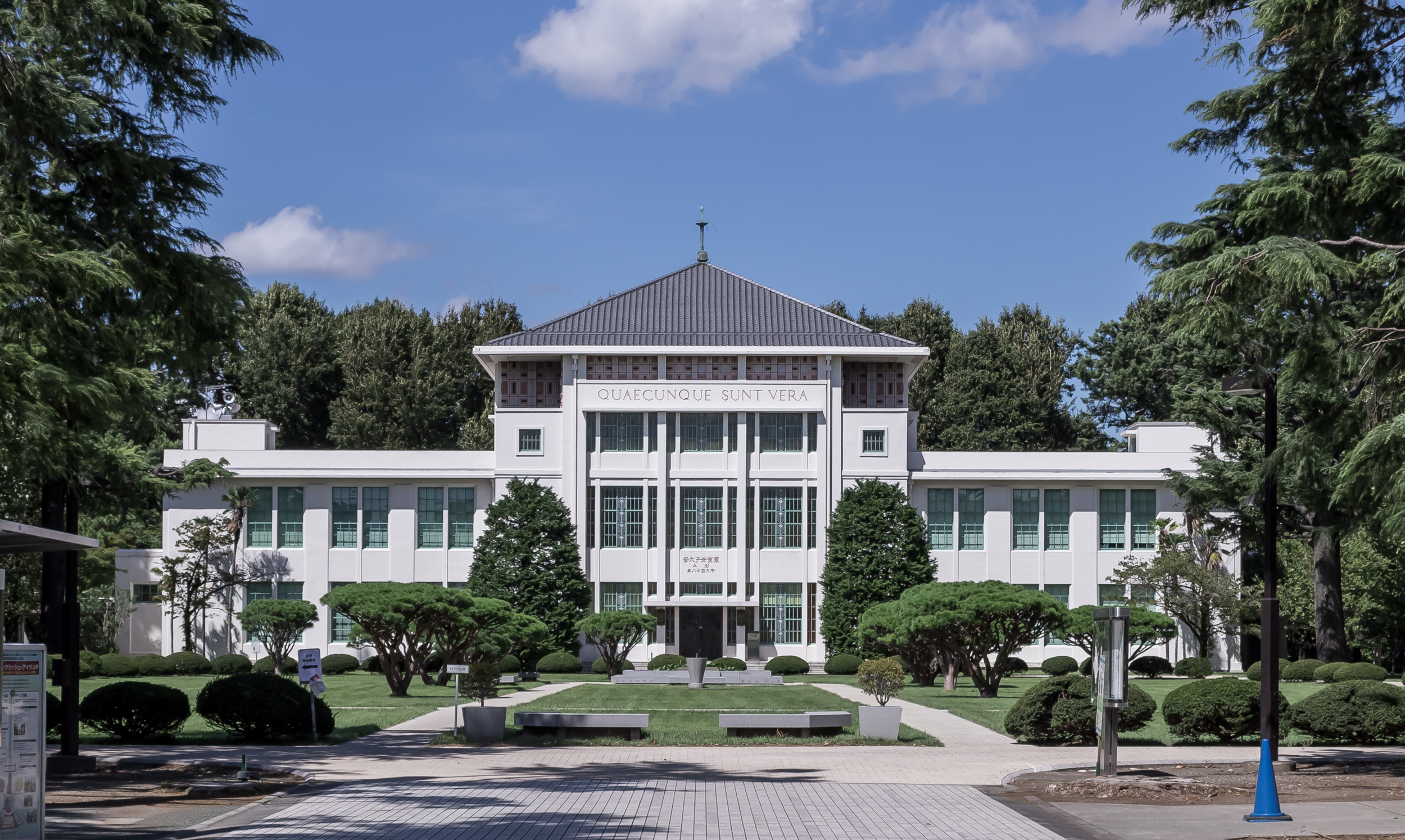
東京女子大学

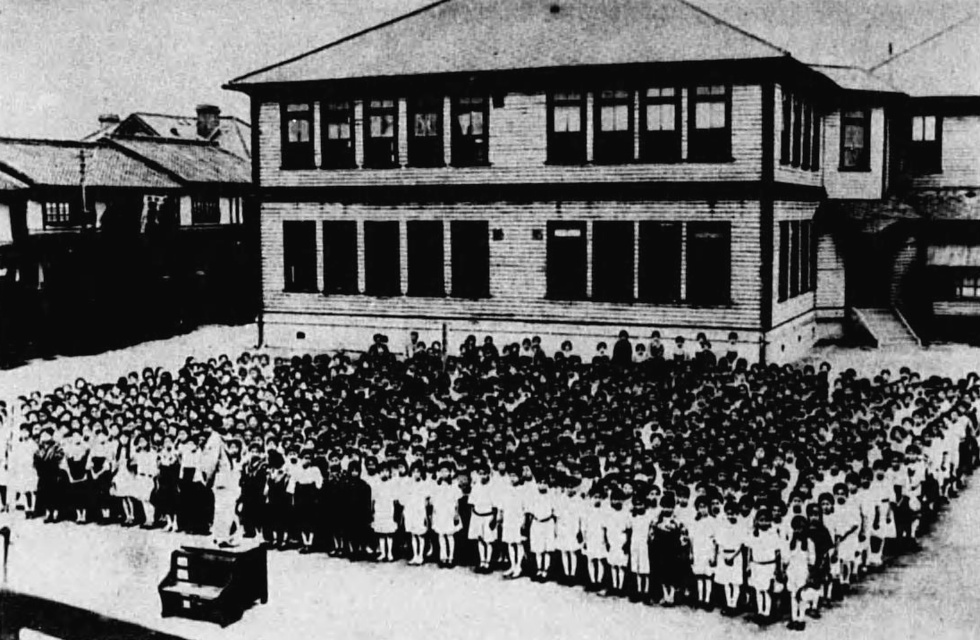
梅花女子専門学校

#### 改革派教会・長老派教会系
- 明治学院高等学部（改革派教会・1903年11月・明治学院大学）
  - 1877年9月：東京一致神学校として設立。
  - 1887年1月：東京一致英和学校・東京英和予備学校と合併、明治学院と改称。
  - 1903年11月：明治学院と改称。専門学校令による神学部・高等学部を設置。
  - 1930年4月：神学部を分離し東京神学社神学専門学校と合併。
  - 1944年4月：青山学院専門部と関東学院高等商業部を統合、明治学院専門学校に改組。
- 東北学院（改革派教会・1904年2月・東北学院大学）
  - 1886年6月：押川方義・ウィリアム・エドウィン・ホーイにより仙台神学校として設立。
  - 1891年9月：東北学院と改称。
  - 1904年2月：専門学校令による専門科設置。
  - 1904年2月：神学部・文学専修部を設置。
  - 1937年3月：神学部廃止、日本神学校に合流。
  - 1944年4月：東北学院航空工業専門学校設立（1947年廃止）。
- 金城女子専門学校（長老派教会・1927年3月・金城学院大学）
  - 1889年9月：アメリカ南部長老派教会、南長老ミッション宣教師により金城女学校として設立。
- 宮城学院女子専門学校（改革長老教会・1946年・宮城学院女子大学）
  - 1886年：押川方義・ホーイが中心となり宮城女学校として設立。
- 横浜山手女学院専門学校（改革派教会・1947年・フェリス女学院大学）
  - 1870年：アメリカ改革派教会宣教師によるヘボン診療所での授業が起源。

#### メソジスト派系
- 青山学院高等科・神学部（メソジスト教会・1904年2月・青山学院大学）
  - 源流は1878年4月創立のメソジスト派耕教学舎。
  - 1883年9月：東京英和学校として設立。
  - 1894年7月：青山学院と改称。
  - 1904年2月：専門学校令による高等科設置。
  - 1904年3月：同上による神学部設置。
  - 1927年4月：青山女学院（専門学校令による）を併合。
  - 1929年4月：高等学部と神学部をあわせて専門部と称する。
  - 1933年1月：専門学校令による女子専門部設置。
  - 1935年3月：高等学部を文学部と高等商業学部に改組（高等学部の名称廃止）。
  - 1943年3月：青山学院神学部閉鎖、日本東部神学校に合流。
  - 1944年4月：青山学院専門部閉鎖、青山学院工業専門学校に改組。
- 青山女学院（メソジスト教会・1904年3月・青山学院大学）
  - 1874年11月：設立。
- 活水女子専門学校（メソジスト教会・1919年3月・活水女子大学）
  - 1879年12月：活水女学校として設立。

- 広島女学院専門学校（メソジスト教会・1932年2月・広島女学院大学）
  - 1886年10月：砂本貞吉・ランバスにより設立。

#### バプテスト派系
- 関東学院（米国バプテスト派教会・1905年4月・関東学院大学）
  - 源流は1884年10月創立の横浜バプテスト神学校。
  - 1905年4月：東京学院高等科設立（専門学校令）。
  - 1915年3月：東京学院高等学部と改称。
  - 1927年4月：関東学院と改称。
  - 1936年：神学部募集停止。
  - 1944年：関東学院高等商業部閉鎖、関東学院航空工業専門学校に改組。
- 西南学院高等学部（南部バプテスト派教会・1921年2月・西南学院大学）
  - 1917年4月：西南学院設立。
  - 1921年2月：専門学校令による高等学部設置。
  - 1923年：神学科設置。
  - 1940年：神学科廃止。
  - 1944年：西南学院経済専門学校と改称。
  - 1946年：西南学院専門学校と改称。

#### 英国国教会系
- 聖公会神学院（日本聖公会・1911年6月・聖公会神学院（各種学校））
  - 1877年：チャニング・ウィリアムズ邸内に三一神学校を開設[27]。
  - 1903年6月：聖教社神学校設立（麻布仲之町）。
  - 1904年6月：東京三一神学校、専門学校令により認可される[28]。
  - 1905年6月：聖教社神学校、専門学校令により認可される[29]。
  - 1911年6月：東京三一神学校と聖教社神学校が合併し、聖公会神学院を設立[30]。
  - 1943年：日本東部神学校に合流して廃止。
  - 1946年4月：学校再建[31]。
- 聖路加女子専門学校（日本聖公会・1927年11月・聖路加国際大学）
  - 1920年9月：聖路加高等看護学校として設立。

#### 組合教会派系
- 神戸女学院専門学校（組合派系・1909年10月・神戸女学院大学）
  - 1875年10月：神戸英和女学校として設立。
- 同志社女子専門学校（組合派系・1930年6月・同志社女子大学）
  - それまでの同志社女学校専門学部を改称再編。
- 同志社専門学校（組合派系・1922年・同志社大学）
  - 専門学校令による旧「同志社大学」を専門学校として再編し、同志社大学（大学令準拠）に附置して設立。
  - 神学部、英語師範部、高等商業部、政治経済部を設置。
  - 1930年：高等商業部を廃止し同志社高等商業学校として独立。
  - 1937年：神学部廃止[32]。
- 梅花女子専門学校（組合派・1922年3月・梅花女子大学）
  - 1878年1月：沢山保羅により梅花女学校として設立。

#### 合同教会派系

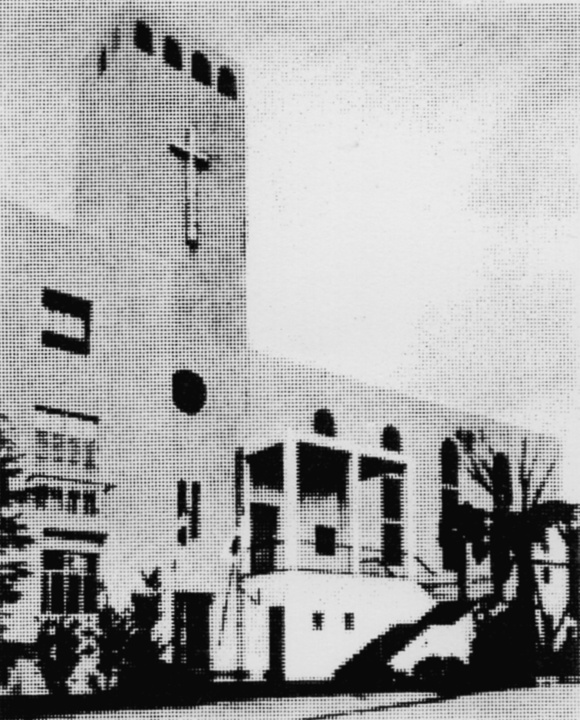
日本神学校

- 東京神学社神学専門学校（合同教会・1911年7月・東京神学大学）
  - 1904年11月：東京神学社として設立[33]。
  - 1911年7月：専門学校令により設立[34]。
  - 1930年4月：明治学院神学部と合併し日本神学校と改称。
  - 1937年3月：東北学院神学部を統合。
  - 1943年3月：日本東部神学校に合流して廃止。

#### ルター派系
- 日本ルーテル神学専門学校（ルター派・1916年5月・ルーテル学院大学）
  - 1909年9月：熊本市で路帖神学校設立。
  - 1911年4月：九州学院神学部と改称（1916年5月より専門学校令準拠）。
  - 1925年12月：日本ルーテル神学専門学校と改称。
  - 1943年：日本東部神学校に合流して廃止。

#### 超教派
- 東京女子大学（プロテスタント諸派合同・1918年3月・同）
  - スコットランドのエディンバラで開かれたキリスト教世界宣教大会（1910年）における決議に基づいて、北米プロテスタント諸教派による援助を受け設立。
  - 「大学」を称しているが専門学校令に準拠した学校である。
- 日本東部神学校（日本基督教団立・1943年3月・東京神学大学）[35]
  - 青山学院神学部・日本バプテスト神学校・日本ルーテル神学専門学校･日本神学校・聖公会神学院・東亜神学校[36]・日本一致神学校[37]・東光学院（元救世軍士官学校）の統合により設立（本科・麹町区富士見町、予科・中野区鷺宮）。
  - 1944年：日本西部神学校と合併して日本基督教神学専門学校と改称。
- 日本西部神学校（日本基督教団立・1943年3月・同）[35]
  - 関西学院神学部・聖書学舎・日本聖化神学校の統合により設立（校舎は関西学院内）[38]。
  - 1944年：日本東部神学校と合併して日本基督教神学専門学校と改称（在学生は東京に移籍）。
- 日本女子神学校（日本基督教団立・1943年3月・同）[35]
  - 青山学院神学部女子部・共立女子神学校・東京聖経女学院[39]・聖和女子学院の統合により設立。
  - 1944年：日本基督教女子神学専門学校と改称。
  - 1948年：廃止。
- 日本基督教神学専門学校（日本基督教団立・1944年4月・同）
  - 日本東部神学校と日本西部神学校の統合により設立（校舎は麹町区富士見町）。
  - 1949年：日本最初の神学単科大学として東京神学大学設立。
  - 1955年：廃止[40]。

### キリスト教・カトリック系
- 私立聖心女子学院高等専門学校（聖心会・1915年3月・聖心女子大学）
  - 1910年4月：聖心女子学院として設立。
- 岡山清心女子専門学校（ノートルダム修道女会・1944年・ノートルダム清心女子大学）
  - 1886年：私立岡山女学校として設立。
- 南山外国語専門学校（神言会・1946年7月・南山大学）
  - 1932年：南山中学校として設立。
- 白百合女子専門学校（シャルトル聖パウロ修道女会・1946年・白百合女子大学）
- 純心女子専門学校（長崎純心聖母会・1948年・長崎純心大学）
  - 1935年：純心女学院として設立。

### その他の宗派（教派神道系）
- 天理外国語学校（天理教・1927年12月・天理大学）
  - 1925年2月：設立。
- 天理女子専門学校（天理教・1940年3月・天理大学）